# Ágætis byrjun
Az 1999-es Ágætis byrjun (Egy jó kezdet) a Sigur Rós második nagylemeze. Áttörést hozott az együttes számára, mind kritikai, mind kereskedelmi tekintetben. Jelentős eltérést képvisel az együttes előző albumától, a Vontól.
Az album címe egy barátjuktól származik, amikor meghallotta az első elkészült dalt (ez lett a címadó dal). A dal meghallgatása után azt mondta: „ez egy jó kezdet”.
A Sigur Rós izlandi zenei díjat kapott az albumért és a 2001-es Shortlist Music Prize-t is megnyerte. Az album szerepel az 1001 lemez, amit hallanod kell, mielőtt meghalsz című könyvben.

## Az album dalai
|     | Cím                             | Magyar cím (nem hivatalos)    | Hossz |
| --- | ------------------------------- | ----------------------------- | ----- |
| 1.  | Intro                           |                               | 1:36  |
| 2.  | Svefn-g-englar                  | Alvajárók                     | 10:04 |
| 3.  | Starálflur                      | Bámuló manó                   | 6:46  |
| 4.  | Flugufrelsarinn                 | Légymentő                     | 7:48  |
| 5.  | Ný batterí                      | Új elemek                     | 8:06  |
| 6.  | Hjartað hamast (bamm bamm bamm) | Dobog a szív (bumm bumm bumm) | 7:08  |
| 7.  | Viðrar vel til loftárása        | Remek idő légitámadáshoz      | 10:13 |
| 8.  | Olsen Olsen                     |                               | 8:03  |
| 9.  | Ágætis byrjun                   | Egy jó kezdet                 | 7:39  |
| 10. | Avalon                          |                               | 4:01  |

## Közreműködők
- Jón Þór Birgisson – ének, gitár
- Kjartan Sveinsson – billentyűk
- Georg Hólm – basszusgitár
- Ágúst Ævar Gunnarsson – dob

## Fordítás
Ez a szócikk részben vagy egészben az Ágætis byrjun című angol Wikipédia-szócikk ezen változatának fordításán alapul.  Az eredeti cikk szerkesztőit annak laptörténete sorolja fel. Ez a jelzés csupán a megfogalmazás eredetét és a szerzői jogokat jelzi, nem szolgál a cikkben szereplő információk forrásmegjelöléseként.